# Oldersbek
Oldersbek (dänisch: Oldersbæk) ist eine Gemeinde im Kreis Nordfriesland in Schleswig-Holstein.

## Geographie

### Geographische Lage
Das Gemeindegebiet von Oldersbek erstreckt sich etwa acht Kilometer südöstlich von Husum im südlichen Bereich der naturräumlichen Haupteinheit Bredstedt-Husumer Geest.

### Gemeindegliederung
Neben dem Dorf gleichen Namens befinden sich auch die Streusiedlungen Kohlschau und Grüntal (und Hof), sowie die Höfesiedlung Steinberg als weitere Wohnplätze im Gemeindegebiet.

### Nachbargemeinden
Unmittelbar angrenzende Gemeindegebiete von Oldersbek sind:
|         | Wittbek                                     |                    |
| Rantrum | Kompassrose, die auf Nachbargemeinden zeigt | Ostenfeld, Winnert |
|         | Wisch, Ramstedt                             |                    |

## Geschichte
Eine vorzeitliche Besiedlung der Region ist durch Hünengräber belegt.
Am 1. April 1934 wurde die Kirchspielslandgemeinde Mildstedt aufgelöst. Alle ihre Dorfschaften, Dorfgemeinden und Bauerschaften wurden zu selbständigen Gemeinden/Landgemeinden, so auch Oldersbek.

## Politik

### Gemeindevertretung
Bei der Kommunalwahl am 14. Mai 2023 wurden insgesamt 9 Sitze vergeben. Von diesen erhielt die Absolut Alternative Wählergruppe Oldersbek sechs Sitze und die Wählergruppe Aktives Oldersbek drei Sitze.

### Bürgermeister
Für die Wahlperiode 2013–2018 wurde Hans-Joachim Müller (AAWO) wiedergewählt.
Auch für die Wahlperiode 2018–2023 wurde Hans-Joachim Müller (AAWO) wiedergewählt.

### Wappen
Blasonierung: „Von Gold und Grün geteilt. Oben ein aus drei Tragsteinen und einem Deckstein bestehendes schwarzes Steingrab, unten ein schräglinker silberner Wellenbalken.“

## Wirtschaft
Das Gemeindegebiet ist überwiegend landwirtschaftlich geprägt. Im nördlich des Ortskerns gelegenen Außenbereich des Gemeindegebiets befinden sich auch mehrere Windkraftanlagen.

## Persönlichkeiten
- Anna Gottburgsen (1896–1988), Blumen- und Landschaftsmalerin